# Virsliga 1999
La Virsliga 1999 fue la novena edición del torneo de fútbol más importante de Letonia desde la independencia del país de la Unión Soviética y que contó con la participación de 8 equipos.
El Skonto FC fue el campeón por novena ocasión consecutiva.

## Clasificación
| Pos. | Equipo             | Pts. | PJ | G  | E | P  | GF | GC | Dif. | Clasificación o descenso                      |
| ---- | ------------------ | ---- | -- | -- | - | -- | -- | -- | ---- | --------------------------------------------- |
| 1    | Skonto (C)         | 69   | 28 | 23 | 0 | 5  | 88 | 15 | +73  | Primera Ronda Clasificatoria Champions League |
| 2    | Liepājas Metalurgs | 60   | 28 | 19 | 3 | 6  | 73 | 25 | +48  | Ronda Clasificatoria UEFA Cup                 |
| 3    | Ventspils          | 56   | 28 | 18 | 2 | 8  | 62 | 26 | +36  | Ronda Clasificatoria UEFA Cup                 |
| 4    | Dinaburg           | 44   | 28 | 13 | 5 | 10 | 37 | 32 | +5   | Primera Ronda Intertoto Cup                   |
| 5    | Valmiera           | 35   | 28 | 10 | 5 | 13 | 33 | 42 | −9   |                                               |
| 6    | Rīga               | 34   | 28 | 10 | 4 | 14 | 35 | 42 | −7   |                                               |
| 7    | Policijas          | 20   | 28 | 5  | 5 | 18 | 25 | 93 | −68  |                                               |
| 8    | Rēzekne (D)        | 5    | 28 | 1  | 2 | 25 | 12 | 90 | −78  | Descenso a la Primera Liga de Letonia         |

 Fuente: 

## Resultados
| Local \ Visitante  | DIN | MET | POL | RĒZ | RĪG | SKO | VAL | VEN |
| ------------------ | --- | --- | --- | --- | --- | --- | --- | --- |
| Dinaburg           |     | 0–0 | 1–1 | 2–0 | 2–0 | 1–0 | 0–0 | 1–0 |
| Liepājas Metalurgs | 3–0 |     | 4–1 | 6–0 | 3–2 | 2–3 | 3–0 | 3–1 |
| Policijas          | 0–4 | 0–5 |     | 5–1 | 2–1 | 0–9 | 0–1 | 0–4 |
| Rēzekne            | 1–2 | 0–4 | 0–1 |     | 0–0 | 0–2 | 0–3 | 0–2 |
| Rīga               | 0–0 | 1–5 | 0–0 | 2–0 |     | 1–3 | 3–1 | 0–1 |
| Skonto             | 1–0 | 3–2 | 2–0 | 2–1 | 1–0 |     | 5–0 | 3–1 |
| Valmiera           | 0–4 | 1–1 | 1–1 | 4–0 | 2–3 | 0–1 |     | 0–3 |
| Ventspils          | 0–0 | 2–0 | 5–2 | 5–1 | 2–1 | 1–0 | 3–0 |     |

| Local \ Visitante  | DIN | MET | POL | RĒZ | RĪG | SKO  | VAL | VEN |
| ------------------ | --- | --- | --- | --- | --- | ---- | --- | --- |
| Dinaburg           |     | 0–1 | 2–1 | 6–1 | 0–1 | 1–5  | 1–3 | 0–2 |
| Liepājas Metalurgs | 6–1 |     | 7–0 | 5–1 | 1–2 | 1–0  | 2–0 | 2–1 |
| Policijas          | 0–5 | 1–3 |     | 1–1 | 3–0 | 0–12 | 1–1 | 2–8 |
| Rēzekne            | 0–1 | 0–1 | 2–0 |     | 1–3 | 0–5  | 1–3 | 0–1 |
| Rīga               | 0–1 | 1–0 | 5–0 | 5–0 |     | 0–4  | 0–0 | 2–4 |
| Skonto             | 4–0 | 3–0 | 5–0 | 8–0 | 1–2 |      | 3–0 | 0–2 |
| Valmiera           | 1–0 | 0–2 | 2–3 | 4–0 | 3–0 | 0–1  |     | 2–1 |
| Ventspils          | 1–2 | 1–1 | 2–0 | 7–1 | 2–0 | 0–2  | 0–1 |     |

## Goleadores
| # | Nombre                 | Club                   | Goles |
| - | ---------------------- | ---------------------- | ----- |
| 1 | Viktors Dobrecovs      | FHK Liepājas Metalurgs | 22    |
| 2 | Viktor Voronkov        | FK Ventspils           | 18    |
| 3 | David Chaladze         | Skonto FC              | 16    |
| 4 | Mihails Miholaps       | Skonto FC              | 14    |
| 5 | Vladimirs Koļesņičenko | Skonto FC              | 13    |

## Premios
| Mejor | Nombre             | Club                  |
| ----- | ------------------ | --------------------- |
| ARQ   | Aleksandrs Koļinko | Skonto FC             |
| DEF   | Mihails Zemļinskis | Skonto FC             |
| VOL   | Vitālijs Astafjevs | Skonto FC             |
| DEL   | Viktors Dobrecovs  | FK Liepājas Metalurgs |